# Abílio Couto
Abílio Couto (Ribeirão Preto, 24 de dezembro de 1924 — 10 de setembro de 1998) foi um nadador brasileiro, considerado precursor da natação de águas abertas no Brasil.
Em 1958 conseguiu a travessia do Canal da Mancha, e, no total, acabou atravessando oficialmente o famoso canal três vezes durante sua carreira, sendo uma vez em 1958, e duas em 1959. Abílio também foi quatro vezes campeão mundial de natação em águas abertas na categoria profissional, além de ter sido 8 vezes campeão mundial de natação em águas abertas na categoria amador.
Em 1961 Abílio recebeu do príncipe Deolz, da família real britânica, o título nobiliárquico de Barão de Sorano. A condecoração foi outorgado pelo próprio príncipe e registrada na prefeitura de Roma.[carece de fontes?]

## Trajetória esportiva

### Início
Abílio Couto aprendeu a nadar aos oito anos de idade e, apaixonado pelo esporte, costumava faltar as aulas para ir nadar na piscina da Sociedade Recreativa de Ribeirão Preto.
Em 1942, o jovem nadador, na época com dezoito anos, consagrava-se campeão dos Jogos Abertos do Interior, feito que repetiu mais cinco vezes nos anos seguintes.[carece de fontes?]
Durante toda a adolescência ganhou títulos, nadando provas rápidas em piscinas, pela então Federação Paulista de Natação, e participava de provas de revezamento, aonde nadava costas. Mas sua consagração viria mesmo fora das piscinas e dentro dos mares.

### Das piscinas para as águas abertas
Abílio começou a se dedicar às travessias na década de 1950. Na época, ele trabalhava como piloto de aviões, e certa vez enfrentou uma pane no motor da aeronave, que acabou caindo no mar, perto do litoral da Bahia. Sozinho, Abílio teve que nadar durante várias horas até chegar a uma praia deserta, onde permaneceu durante três dias, quando foi resgatado. Conseguiu sobreviver bebendo água de coco e alimentando-se da polpa da fruta. [carece de fontes?] A partir dessa experiência, ele começou a se dedicar às travessias.
Em 1955 Abílio disputou sua primeira prova de travessia, a Travessia Guarujá-São Vicente, que tinha uma distância de 30 km, chegando em quarto lugar. Em 1956 entrou novamente na prova e, desta vez, foi o campeão. Em 1957 foi bicampeão da Travessia Guarujá-São Vicente. No mesmo ano de 1957, Abílio resolveu partir para a conquista dos mares estrangeiros, nadando, na Itália uma prova de 30 km, na França uma de 60 km, e na Inglaterra uma prova de 15 km.
Após estas travessias, foi seduzido pelo desafio que até hoje fascina os nadadores aventureiros: o Canal da Mancha, entre a Inglaterra e a França.

### A primeira travessia no Canal da Mancha
Ainda em 1957, após vender seu automóvel e alguns pertences, e contar, também, com a ajuda de João Havelange, que na época era o presidente da Confederação Brasileira de Desportos, Abílio executou suas quatro primeiras tentativas de atravessar o Canal da Mancha, mas não obteve êxito em nenhuma das oportunidades.
Em 10 de agosto de 1958, porém, Abílio voltou à França para se tornar o primeiro brasileiro a atravessar oficialmente o Canal da Mancha. Num percurso sentido França-Inglaterra, Abílio completou a prova de 32 km, em 12 horas e 45 minutos. Com este feito, Abílio não foi só o primeiro brasileiro a cruzar o famoso canal mas, foi também, o primeiro sul-americano a ser oficialmente reconhecido pela travessia, já que a entidade que homologa o título, a CSA, exige uma conduta antes, durante e depois do percurso, por parte do atleta, para reconhecer oficialmente o feito. Quando foi reconhecida a travessia feita por Abílio, ele ganhou um certificado e um troféu.
Hoje, apenas cerca de 40% das pessoas que atravessam o Canal da Mancha são reconhecidas oficialmente pela CSA.

### A Travessia Ilhabela-Caraguatatuba
De volta ao Brasil, Abílio seria responsável por mais um feito: realizar pela primeira vez a Travessia Ilhabela-Caraguatatuba. Só que, até aquele momento, havia uma lenda de que ninguém conseguiria atravessar a nado as distâncias entre Ilhabela e Caraguatatuba, devido a três fatores: a forte maré, a temperatura e os peixes bravos.
Mas, Abílio Couto, com auxílio da prefeitura de Caraguatatuba e da Federação Paulista de Natação (FPN), decidiu criar, mesmo com a lenda, a Travessia Ilha-Bella-Caraguatatuba. Esse torneio serviria para provar que era possível fazer aquela travessia.
Antes do torneio acontecer, porém, era necessário que alguém derrubasse a tal lenda que amaldiçoava aquelas águas, e pudesse servir de cobaia para provar um percurso experimental, descobrindo a temperatura da água, a posição das correntes etc. Então, Abílio Couto, acompanhado do chileno Amando Silva, se jogaram na água e realizaram a primeira Travessia de Ilha Bela-Caraguatatuba, derrubando assim a lenda. Durante a primeira travessia, Abílio e Armando foram acompanhados do argentino Pancho, que foi o fiscal da travessia e ficou num barco.
O torneio que Abílio queria organizar aconteceu em 14 de junho de 1959.

### De volta ao Canal da Mancha
Mas, a fama de Abílio viria a crescer realmente, quando em 1959, mais exatamente no dia 11 de setembro, ele nadou de Dover, na Inglaterra, para Wissant, na França, realizando sua segunda travessia na prova mais importante da modalidade, e não foi só isso. Abílio ainda fez o tempo de 12 horas e 39 minutos, tornando-se, então, o recordista mundial da travessia do Canal da Mancha, no sentido Inglaterra-França, caindo de novo na atenção da mídia mundial. Após a façanha, o embaixador do Brasil na Inglaterra mandou um Rolls Royce buscá-lo, e ele ficou hospedado na embaixada brasileira por alguns dias.[carece de fontes?]
Em 26 de setembro de 1959, apenas quatorze dias após bater o recorde mundial, Abílio retornou para o Canal da Mancha para realizar sua terceira e última travessia, e a fez. Nesta travessia ele fez no sentido França para Inglaterra com o tempo de 11h33min. Assim conseguiu o melhor tempo do ano nos dois sentidos, sendo o primeiro nadador da história a conseguir tal feito. No mesmo ano foi realizado a Billy Butlin´s international channel cross race, com nadadores de elite da natação mundial. A prova foi vencida pelo argentino Alfredo Camarero com 11h 43min, tempo inferior a travessia do brasileiro. 

### Títulos e participações
Abílio participaria de outro campeonato mundial de natação em águas abertas, no ano de 1961, em Alexandria, no Egito, onde ficou novamente em primeiro lugar no amador e no profissional, ganhando o campeonato mundial das duas categorias.[carece de fontes?]
Em 1963, o campeonato mundial foi em Beirute, no Líbano. Novamente Abílio ficou em primeiro e se tornava tricampeão mundial de natação em águas abertas, no profissional e no amador.[carece de fontes?]
No ano de 1967 Abílio disputou o campeonato mundial de natação em águas abertas no Lago Ohrid, na Iugoslávia, e compareceu como favorito. Recuperou o título de campeão mundial no profissional, totalizando o tetracampeonato; já no amador, Abílio foi pentacampeão.[carece de fontes?]
Abílio só voltaria a disputar outro campeonato mundial - profissional e amador - em 1969, na represa de Assuan, no Egito. Nessa prova foi novamente vice entre os profissionais mas, no amador, foi hexacampeão.[carece de fontes?]
Novamente em campeonatos mundiais, desta vez em 1971, mas de novo no Egito, agora, porém, nadando no Canal de Suez, Abílio, com 47 anos, ficou com o sexto lugar entre os profissionais, mas foi o campeão entre os amadores.
Em 1975 Abílio participaria de seu último campeonato mundial de natação em águas abertas - profissional e amador. Com 51 anos, Abílio nadou no rio Nilo, no Egito, chegando em terceiro lugar entre os profissionais e, ainda invencível entre os amadores, sendo pela oitava vez o campeão.[carece de fontes?].

### Pai das Águas Abertas
Abílio Couto é considerado o "pai" das provas em águas abertas no país.
Como dirigente, Abílio montou a primeira diretoria paulista de águas abertas, além do primeiro campeonato paulista de águas abertas. Criou, ainda, o primeiro Departamento de Águas Abertas na então Confederação Brasileira de Natação, onde organizou o primeiro Campeonato Brasileiro de Águas Abertas.
Em 1990 Abílio foi nomeado técnico da seleção brasileira de natação, pela Confederação Brasileira de Desportos Aquáticos.

### Últimos anos
Abílio estava treinando, no início dos anos 90, já com mais de 60 anos, pois queria fazer pela quarta vez a Travessia do Canal da Mancha, tornando-se, então, a pessoa mais velha a conseguir o feito. Entretanto, este sonho não se realizou, devido à descoberta de um câncer de próstata, que tiraria sua vida.
Abílio faleceu aos 73 anos.

### Homenagem
Em 2001 entrou no International Marathon Swimming Hall of Fame.
Em 2018, um site na internet foi criado em sua homenagem.

## Títulos e conquistas
Campeão
- Campeonato Mundial de Natação em Águas Abertas - Categoria Profissional: 1959, 1961, 1963 e 1967.
- Campeonato Mundial de Natação em Águas Abertas - Categoria Amador: 1959, 1961, 1963, 1965, 1967, 1969, 1971 e 1975.
- Jogos Abertos do Interior - Natação: 1942, 1943, 1944, 1945, 1946 e 1952.
- Travessia Guarujá-São Vicente: 1956, 1957.
- Travessia Ilha Bela-Caraguatatuba: 1959.

Vice-campeão
- Campeonato Mundial de Natação em Águas Abertas - Categoria Profissional: 1965, 1969.

Terceiro colocado
- Campeonato Mundial de Natação em Águas Abertas - Categoria Profissional: 1975.

Outras colocações
- 4º colocado - Travessia Guarujá-São Vicente: 1955.
- 6º colocado - Campeonato Mundial de Natação em Águas Abertas - Categoria Profissional: 1971.

## Principais travessias
- 1955 - Travessia Guarujá-São Vicente (Brasil)
- 1956 - Travessia Guarujá-São Vicente (Brasil)
- 1957 - Travessia Guarujá-São Vicente (Brasil)
- 1958 - Travessia do Canal da Mancha - percurso França-Inglaterra
- 1959 - Travessia do Canal da Mancha - percurso Inglaterra-França
- 1959 - Travessia Ilhabela-Caraguatatuba (Brasil)
- 1959 - Travessia do Canal da Mancha - percurso Inglaterra-França - pelo Campeonato Mundial de Natação em Águas Abertas - Categoria amador e profissional
- 1961 - Travessia da Maratona de Alexandria (Egito) - pelo Campeonato Mundial de Natação em Águas Abertas - Categoria amador e profissional
- 1963 - Travessia da Maratona de Beirute (Líbano) - pelo Campeonato Mundial de Natação em Águas Abertas - Categoria amador e profissional
- 1965 - Travessia do Lago Michigan - percurso Chicago (EUA) - Saint Joseph (Canadá) - pelo Campeonato Mundial de Natação em Águas Abertas - Categoria amador e profissional
- 1967 - Travessia da Maratona do Lago Ohrid (Iugoslávia) - pelo Campeonato Mundial de Natação em Águas Abertas - Categoria amador e profissional
- 1969 - Travessia da Represa de Assuan (Egito) - pelo Campeonato Mundial de Natação em Águas Abertas - Categoria amador e profissional
- 1971 - Travessia do Canal de Suez (Egito) - pelo Campeonato Mundial de Natação em Águas Abertas - Categoria amador e profissional
- 1975 - Travessia da Maratona do Rio Nilo (Egito) - pelo Campeonato Mundial de Natação em Águas Abertas - Categoria amador e profissional
- Travessia de Salton Sea
- Travessia Huntington Beach-Long Beach (Califórnia, Estados Unidos)
- Travessia Atlantic City-New Jersey (Estados Unidos)
- Travessia de Owen Sound (Canadá)
- Travessia do Canal de Santa Catalina - percurso continente-ilha

## Condecorações e prêmios

### Hall da Fama
Em 2001 Abílio foi um dos honorados da organização sem fins lucrativos norte-americana International Swimming Hall of Fame, e entrou na Hall da Fama International da Maratona Aquática (International Marathon Swimming Hall of Fame).
A cerimônia de premiação de Abílio aconteceu em Fort Lauderdale, no estado da Flórida, em 2002. Nesta cerimônia a família de Abílio Couto doou ao Museum Hall of Fame o troféu do recorde mundial da Travessia do Canal da Mancha e o certificado do recorde mundial, conquistado por Abílio em 1959.

## Condecorações e prêmios
- Barão de Sorano - título nobiliárquico concedido em 1961 pelo príncipe Deolz, da família real inglesa; e outorgado, pelo próprio príncipe, sendo registrado na prefeitura de Roma
- International Swimming Hall of Fame - em 2002 a organização incluiu o nome de Abílio Couto no Hall da Fama International da Maratona Aquática (International Marathon Swimming Hall of Fame)
- Cruz do Mérito Esportivo (Brasil) - concedida pelo então presidente da República Humberto de Alencar Castelo Branco, está é a condecoração mais importante do desporto brasileiro
- 3º Melhor Atleta do Ano - 1958 (Brasil) - eleição feita pela associação de imprensa brasileira em 1958; na ocasião, Abílio só perdeu para Pelé e Maria Esther Bueno
- Medalha de Santa Brígida (Suécia)
- Personalidade do Esporte - SESI - título entregue pelo SESI em 11 de agosto de 1995. Além de Abílio, Pelé, Hortência Marcari e Adhemar Ferreira da Silva, entre outros atletas, receberam o prêmio
- Medalha de José Bonifácio
- Medalha de San Sebastian (Espanha)
- Medalha Anchieta
- Título de Frei-Cavaleiro da Lendária Ordem dos Templários
- Título de Sócio Campeão - CR Tietê (Brasil) - concedido pelo conselho deliberativo do Clube de Regatas Tietê, de São Paulo
- Título de cidadão caraguatatubense (Brasil) - concedido pela Câmara Municipal de Caraguatatuba